# Валя-Добирлеулуй
Валя-Добирлеулуй (рум. Valea Dobârlăului) — село у повіті Ковасна в Румунії. Входить до складу комуни Добирлеу.
Село розташоване на відстані 144 км на північ від Бухареста, 18 км на південний схід від Сфинту-Георге, 26 км на схід від Брашова.

## Населення
За даними перепису населення 2002 року у селі проживала 361 особа, з них 357 осіб (98,9%) румунів. Рідною мовою 360 осіб (99,7%) назвали румунську.